# عادل الخليفة
عادل الخليفة ممثل كويتي بدأ مجالة الفني عام 2010 وحتى الآن.

## أعماله

### المسلسلات
• رحى الأيام 2020 - مسلسل
- بياعة النخي2016 - مسلسل(أبو سالم)
- الوجه المستعار2016 - مسلسل
- خمس بنات2016 - مسلسل
- درب العرايس2016 - مسلسل
- بين الكناين2016 - مسلسل
- بين قلبين2016 - مسلسل
- حكايات: روح روحي2016 - مسلسل
- سعد وخواته2015 - مسلسل
- الجدة لولوة 2015 - مسلسل
- الفصلة 2015 - مسلسل
- قهوة الفرجان2015 - فوازير
- تورا بورا2015 - مسلسل
- حرب القلوب2015 - مسلسل(أبو بدور)
- طربان2015 - مسلسل
- ريحانة 2014 - مسلسل(حارس دار الامان)
- صديقات العمر2014 - مسلسل
- بسمة منال2014 - مسلسل
- الصيدة بلندن2014 - مسرحية
- انتقام عزيز2014 - مسلسل
- سكن الطالبات2013 - مسلسل
- الناس أجناس 22013 - مسلسل
- قررمش2013 - مسلسل
- حابل بنابل2013 - مسلسل
- فرصة ثانية 2011 - مسلسل
- شر النفوس 32010 - مسلسل
- كريمو2010 - مسلسل
- ساهر الليل2010 - مسلسل

### المسرحيات
- الصيدة بلندن2014 - مسرحية
- تحت الصفر2013 - مسرحية
- بسنا فلوس2012 - مسرحية
- الطرطنجي2011 - مسرحية
- قرية الحب2011 - مسرحية